# جون جاي لي
جون جاي لي (بالإنجليزية: John Jay Lee)‏ هو سياسي أمريكي، ولد في 20 أغسطس 1955. نشط حزبياً في الحزب الديمقراطي. وقد انتخب عضو المجلس النيابي لولاية نيفادا.